# Martin Winter
Martin Winter (n. 5 noiembrie 1955, Zerbst/Anhalt, Saxonia-Anhalt, Germania – d. 21 februarie 1988, Magdeburg, RDG) a fost un canotor ce a reprezentat Republica Democrată Germană, medaliat olimpic. A participat la o ediție a Jocurilor Olimpice (1980) în care a câștigat o medalie de aur.

## Participări
Lista de mai jos prezintă principalele competiții la care a participat Martin Winter de-a lungul carierei.
- rowing at the 1980 Summer Olympics – men's quad sculls[*][3]